# Buzet (Croatie)
Pour les articles homonymes, voir Buzet.
Buzet  (en italien : Pinguente) est une ville et une municipalité située en Istrie et dans le comitat d'Istrie, en Croatie. Au recensement de 2011, la municipalité comptait 6 133 habitants, dont 84,73 % de Croates et la ville seule comptait 1 721 habitants.

## Localités
La municipalité de Buzet compte 70 localités : 
| - Baredine - Bartolići - Barušići - Benčići - Blatna Vas - Brnobići - Buzet - Cunj - Čiritež - Črnica - Duričići - Erkovčići - Forčići - Gornja Nugla - Hum - Jermanija - Juradi - Juričići - Kajini - Klarići - Kompanj - Kosoriga - Kotli - Kras - Krbavčići | - Krkuž - Krti - Krušvari - Mala Huba - Mali Mlun - Marčenegla - Marinci - Martinci - Medveje - Negnar - Paladini - Pengari - Peničići - Perci - Počekaji - Podkuk - Podrebar - Pračana - Prodani - Račice - Račički Brijeg - Rim - Rimnjak - Roč - Ročko Polje | - Salež - Selca - Seljaci - Senj - Sirotići - Sovinjak - Sovinjska Brda - Sovinjsko Polje - Stanica Roč - Strana - Sušići - Sveti Donat - Sveti Ivan - Sveti Martin - Šćulci - Škuljari - Štrped - Ugrini - Veli Mlun - Vrh - Žonti |

## Maire
| Législature | Nom          | Parti(s)     | Note  |
| ----------- | ------------ | ------------ | ----- |
| 2005-2009   | Valter Flego | IDS          |       |
| 2009-2013   | Valter Flego | IDS-SDP-HSLS | [ 3 ] |

## Jumelages
La ville de Buzet est jumelée avec :
- Čabar (Croatie)
- Quattro Castella (Italie)
- Koper (Slovénie)
- Sisak (Croatie)
- Marija Bistrica (Croatie)